# Kepler-62

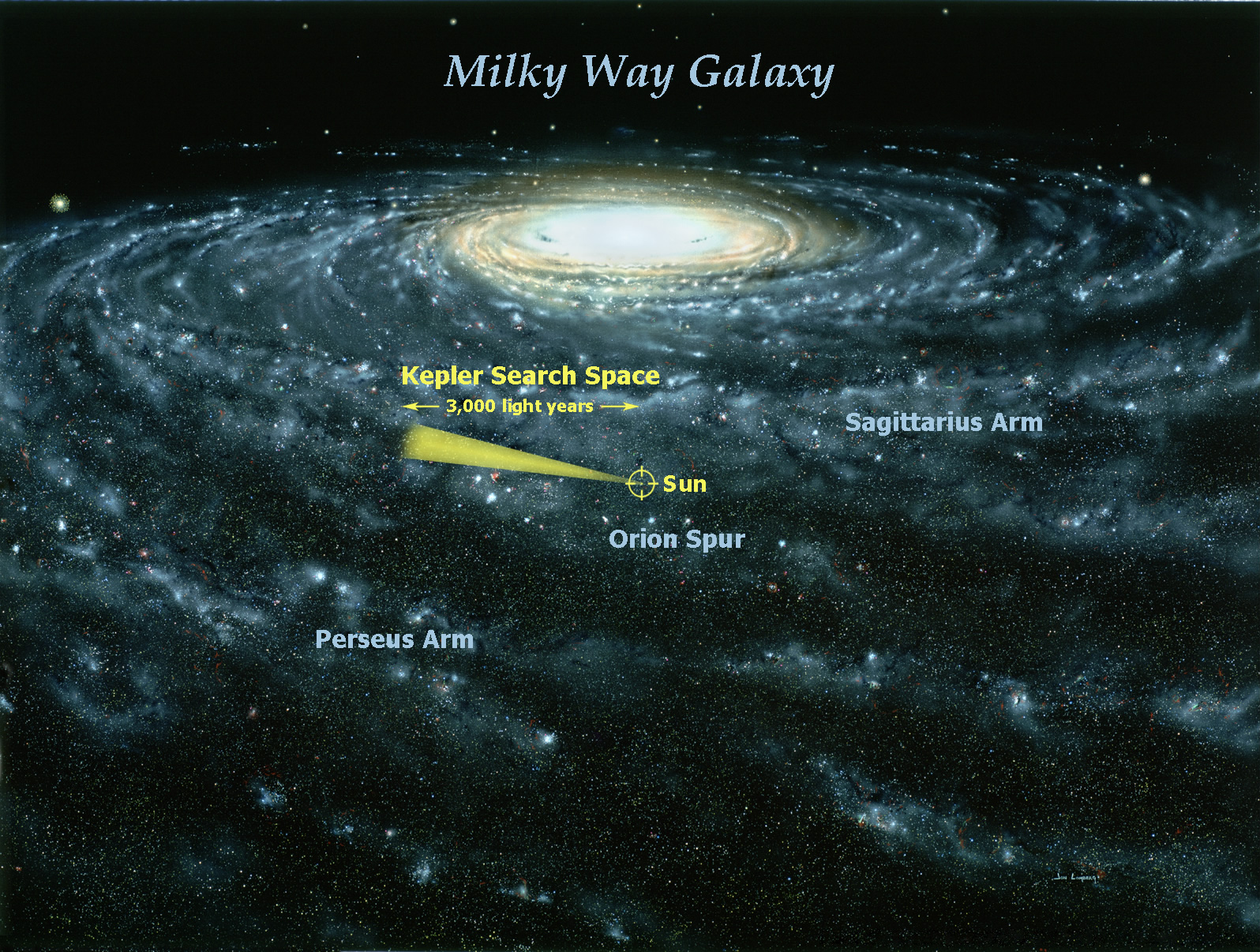
O volume de pesquisa feito pelo telescópio espacial Kepler, no contexto da Via Láctea.

Kepler-62 é uma estrela um pouco mais fria e menor do que o Sol na constelação de Lyra, há uma distância de 1200 anos-luz da Terra. Ela está localizado dentro do campo de visão do telescópio espacial Kepler, o satélite que a Missão Kepler da NASA tem usado para detectar exoplanetas que podem transitar suas estrelas. Em 18 de abril de 2013, foi anunciado que a estrela tem cinco planetas, dois dos quais, Kepler-62e e Kepler-62f, podem ser prováveis planetas sólidos localizados dentro da zona habitável da estrela.

## Sistema planetário

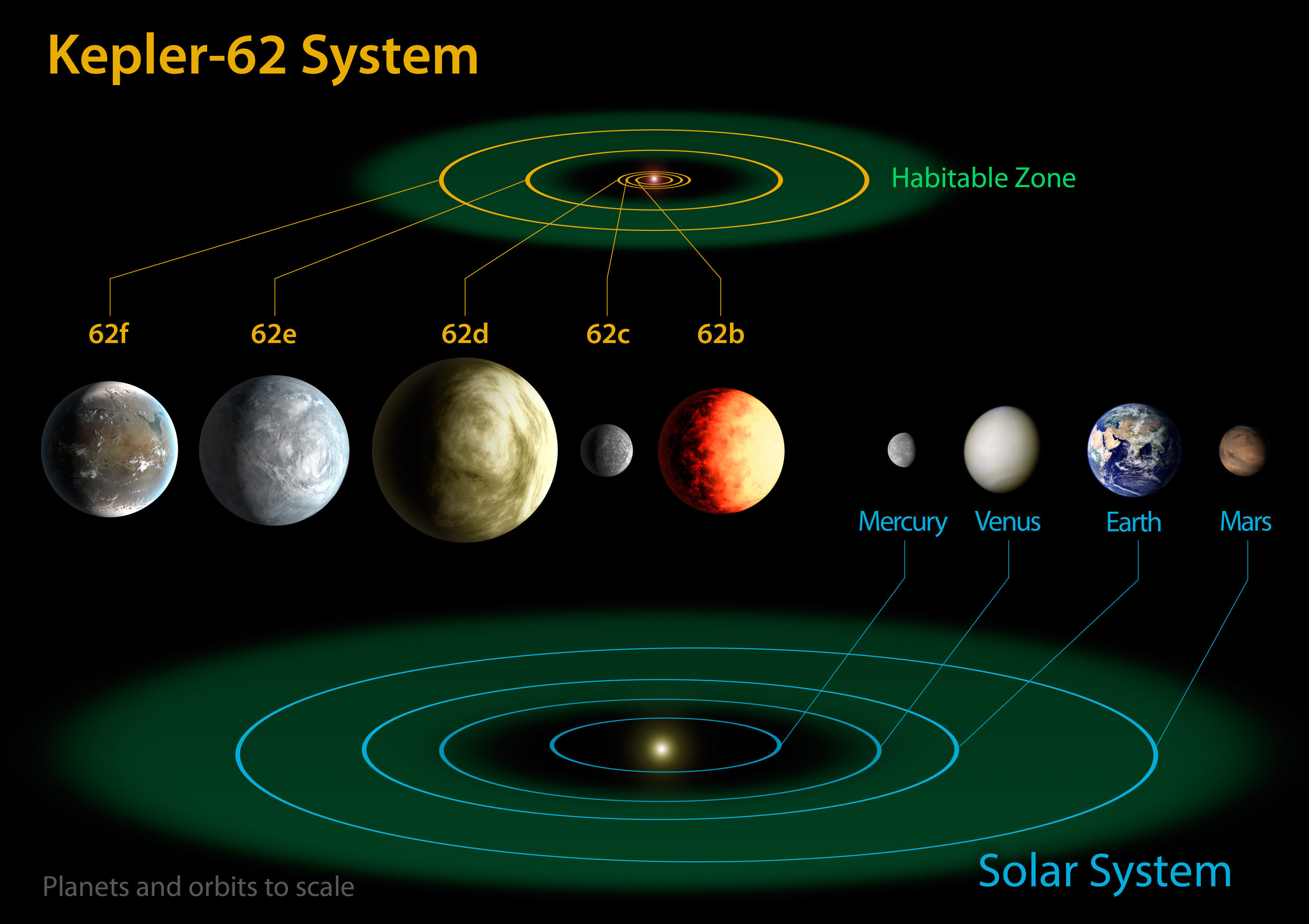
Comparação das dimensões dos planetas do sistema Kepler-62 com os planetas interiores do Sistema Solar.

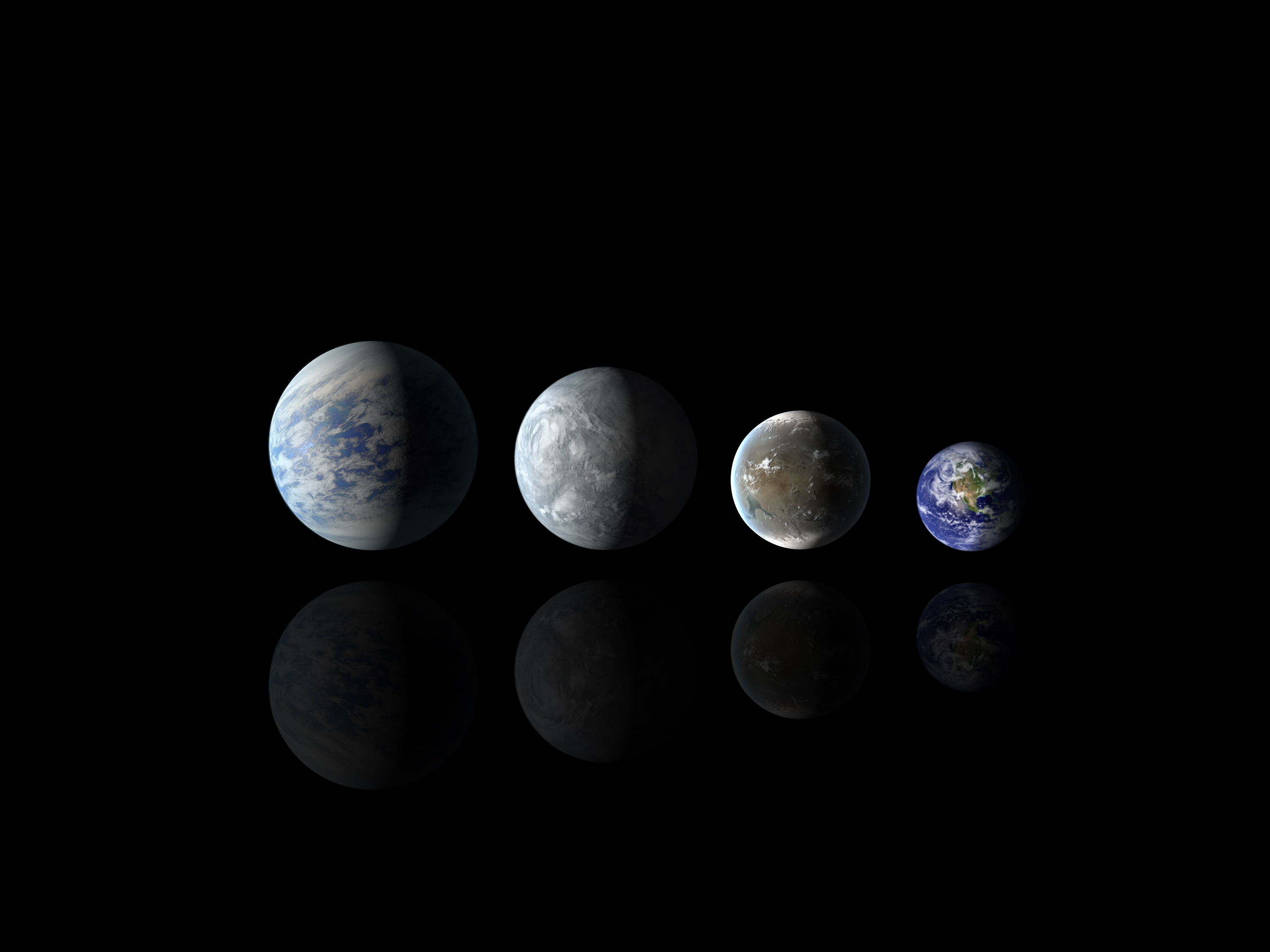
Comparação das dimensões de Kepler-69c, Kepler-62e, Kepler-62f e da Terra.

Todos os planetas conhecidos que transitam a estrela; isto significa que as órbitas de todos os cinco planetas parecem cruzar na frente de sua estrela como visto a partir da perspectiva da Terra. As inclinações em relação à linha de vista da Terra, ou até que ponto acima ou abaixo do plano de vista eles são ou variam em menos de um grau. Isso permite que medições diretas dos períodos dos planetas e diâmetros relativos (em comparação com a estrela hospedeira) por meio do monitoramento de trânsito de cada planeta da estrela.
Os raios dos planetas estão situados entre 0,54 e 1,95 raios da Terra. De particular interesse são os planetas e e f, como são os melhores candidatos para planetas sólidos que estão na zona habitável da sua estrela. Seus raios, 1,61 e 1,41 raios da Terra respectivamente, coloca-os em um raio de alcance onde eles podem ser planetas terrestres sólidos. As suas posições dentro do sistema Kepler-62, por outro lado, significa que eles estão na zona habitável de Kepler-62: a faixa de distância, onde, para uma determinada composição química (quantidades significativas de dióxido de carbono para Kepler-62f, e uma cobertura de nuvens de proteção para Kepler-62e), estes dois planetas poderiam ter água líquida em sua superfície, talvez cobrindo-os completamente.
As massas dos planetas não podem ser diretamente determinadas usando tanto a velocidade radial, ou o método de tempo de trânsito; esta falha leva a limites superiores fracos para as massas dos planetas. Para e e f, que o limite superior eleva-se a 36 e 35 massas terrestres, respectivamente; as massas reais são esperados como sendo significativamente mais baixo.

## Ligações eternas
- Kepler Mission – NASA.
- Kepler – Discoveries – Summary Table – NASA.
- Kepler – Discovery of New Planetary Systems (2013).
- Kepler – Tally of Planets/interactive (2013) – NYT.